# عيسى مجرشي
عيسى مجرشي (19 يوليو 1986، مكة) هو لاعب جودو من المملكة العربية السعودية في فئة 59 كجم رجال. مشارك ضمن البعثة السعودية في اولمبياد لندن 2012.

## روابط خارجية
- عيسى مجرشي على موقع أوليمبيديا (الإنجليزية)